# Oxalis alstonii
Oxalis alstonii är en harsyreväxtart. Oxalis alstonii ingår i släktet oxalisar, och familjen harsyreväxter.

## Underarter
Arten delas in i följande underarter:
- O. a. alstonii
- O. a. lutzii